# Led Zeppelin DVD
Led Zeppelin DVD — це подвійна DVD-збірка британського рок-гурту Led Zeppelin. Записи на DVD в інтервалі з 1969 по 1979 роки, і включають виступи в Роял-Альберт-Холі 1970 року, Медісон Сквер-Ґарден 1973 року, Ерлс-Корті 1975 року та на фестивалі в Небворті 1979 року, та інший відеоматеріал. DVD було випущено 26 травня 2003 року у Великій Британії, та 27 травня у Сполучених Штатах Америки. Відеоматеріал бутлеґів деяких концертів включено до Led Zeppelin DVD разом з професіональними кадрами. Гітарист гурту, а також продюсер DVD — Джиммі Пейдж — усунув відкритий запит торговців бутлеґами на відеоматеріал деяких концертів, більшість з яких вже видано офіційно.
Більша частина відзнятого матеріалу ретельно відновлювалася протягом майже року. Деякі стрічки були такими старими й ламкими, що їх доводилося спеціально розігрівати, щоб вони знову були еластичними. Аудіодоріжки було переведено у цифровий формат стерео та об'ємний звук 5.1.
RIAA [Архівовано 10 лютого 2009 у Wayback Machine.] надала Led Zeppelin DVD статус 10х Платиновий 7 липня 2003 року, за продаж понад 500 000 копій лише у США. Протягом трьох років цей показник був найкращим серед всіх музичних DVD в Америці. Станом на листопад 2007 року DVD мав надзвичайно багато позитивних відгуків і рецензій на сайті Amazon: 542 з 597 оцінок були найвищими.

## Список композицій

### Перший диск
Роял-Альберт-Хол — 9 січня, 1970
- «We're Gonna Groove» (Беті, Бен І. Кінґ) — 3:14
- «I Can't Quit You Baby» (Віллі Діксон) — 6:25
- «Dazed and Confused» (Пейдж) — 15:10
- «White Summer» (Пейдж, Бонам) — 11:54
- «What Is and What Should Never Be» (Пейдж, Плант) — 4:02
- «How Many More Times» (Бонам, Джонс, Пейдж) — 20:02
- «Moby Dick» (Бонам, Джонс, Пейдж) — 15:02
- «Whole Lotta Love» (Бонам, Діксон, Пейдж, Джонс, Плант) — 6:03
- «Communication Breakdown» (Бонам, Джонс, Пейдж) — 3:40
- «C'mon Everybody» ([Джеррі Капехарт, Едді Кокран) — 2:28
- «Something Else» (Кокран, Шерон Шеллі) — 2:02
- «Bring It on Home» (Бонам, Діксон, Пейдж, Джонс, Плант) — 7:33

Промо-кліп Atlantic Records — Лютий 1969
- «Communication Breakdown» (Бонам, Джонс, Пейдж) — 2:24

Радіо Данії (Молодіжний клуб Ґледсаксу, Ґледсакс) — 17 березня, 1969
- «Communication Breakdown» (Бонам, Джонс, Пейдж) — 2:46
- «Dazed and Confused» (Пейдж) — 9:09
- «Babe I'm Gonna Leave You» (Енн Бредон, Пейдж, Плант) — 6:46
- «How Many More Times» (Бонам, Джонс, Пейдж) — 12:20

Супершоу (Staines Studio, Лондон) — 25 березня, 1969
- «Dazed and Confused» (Пейдж) — 7:33

Tous En Scène (Theatre Olympia, Париж) — 19 червня, 1969
- «Communication Breakdown» (Бонам, Джонс, Пейдж) — 2:51
- «Dazed and Confused» (редагована) (Пейдж) — 5:12

### Другий диск
Сідней-Шоуґраунд — 27 лютого, 1972
- «Immigrant Song» (Пейдж, Плант) — 4:03

Медісон-Сквер-Ґарден — 27 липня, 28, 29, 1973
- «Black Dog» (Джонс, Пейдж, Плант) — 5:30
- «Misty Mountain Hop» (Джонс, Пейдж, Плант) — 4:50
- «Since I've Been Loving You» (Джонс, Пейдж, Плант) — 8:03
- «The Ocean» (Джонс, Пейдж, Плант, Бонам) — 4:16

Ерлс-Корт — 24, 25 травня, 1975
- «Going to California» (Пейдж, Плант) — 4:41
- «That's the Way» (Пейдж, Плант) — 6:04
- «Bron-Yr-Aur Stomp» (Джонс, Пейдж, Плант) — 5:31
- «In My Time of Dying» (Бонам, Джонс, Пейдж, Плант) — 11:14
- «Trampled Under Foot» (Джонс, Пейдж, Плант) — 8:14
- «Stairway to Heaven» (Пейдж, Плант) — 10:32

Небворт — 4 серпня, 1979
- «Rock and Roll» (Бонам, Джонс, Пейдж, Плант) — 3:47
- «Nobody's Fault but Mine» (Пейдж, Плант) — 5:45
- «Sick Again» (Пейдж, Плант) — 5:08
- «Achilles Last Stand» (Пейдж, Плант) — 9:03
- «In the Evening» (Бонам, Пейдж, Планте) — 7:56
- «Kashmir» (Бонам, Пейдж, Плант) — 8:50
- «Whole Lotta Love» (Бонам, Діксон, Джонс, Пейдж, Плант) — 7:06
- «You'll Never Walk Alone» — 1:21

Нью-Йорк NBC Studio — 19 вересня, 1970
- Пресс-конференція — 3:26 (моно)

Сідней-Шоуграунд — 27 лютого, 1972
- «Rock and Roll» (Бонам, Джонс, Пейдж, Плант) — 3:06

ABC Get To Know — 27 лютого, 1972
- Роберт Плант та Джиммі Пейдж дають інтерв'ю Жон Прітчард після концерту.

BBC2 The Old Grey Whistle Test — 12 січня, 1975
- Інтерв'ю Роберта Планта на Vorst Nationaal в Брюсселі з Бобом Гаррісом — 3:47

Remasters Промо 1 — Жовтень 1990
- «Over the Hills and Far Away» (Пейдж, Плант) — 4:49

Remasters Промо 2 — Жовтень 1990
- «Traveling Riverside Blues» (Роберт Джонсон, Пейдж, Плант) — 4:09

## Кліпи меню
Роял-Альберт-Хол — 9 січня, 1970
- Убиральня РАХ (перед концертом) — 0:27

Роял-Альберт-Хол — 9 січня, 1970
- «Thank You» (Пейдж, Плант) (кінець пісні, репетиція клавішних перед концертом) — 0:34

Роял-Альберт-Хол — 9 січня, 1970 (collage edit)
- «Heartbreaker» (гітарне соло) — 0:36

Аеропорт Рейк'явіка — 22 червня, 1970 (колаж)
- «Moby Dick» (Бонам, Джонс, Пейдж) (уривок барабанного соло) — 0:56

Лауґардалшол — 22 червня, 1970
- «Dazed and Confused» (Пейдж) (гітарне соло смичком)

Сідней-Шоуґраунд — 27 лютого, 1972
- «Black Dog» (Пейдж, Плант, Джонс) — 0:36

Медісон-Сквер-Ґарден — 27 липня, 1973
- «Since I've Been Loving You» (Пейдж, Плант, Джонс) — 0:49

Медісон-Сквер-Ґарден — July 28, 1973 (Відео з фестивалю у Небворті 4 серпня 1979 року)
- «Over the Hills and Far Away» (Пейдж, Плант) — 2:23

Сієтл-Центр-Колісіум — 21 березня, 1975
- «Whole Lotta Love» (попурі) (Пейдж, Бонам, Джонс, Плант) (Соло на терменвоксі та уривок «The Crunge» з виступу в Ерлс-Корті, 25 травня, 1975) — 0:48

Ерлс-Корт — 24 травня, 1975 (кліп — це вулиці Белфасту 5 березня 1971)
- «Bron-Yr-Aur Stomp» (Page/Plant/Jones) — 0:49

Ерлс-Корт — 25 травня, 1975 (колаж)
- «Stairway to Heaven» (Пейдж, Плант) (вступ гітари) — 0:54

Ел-Ей-Форум — 21 червня, 1977 (8 мм відеокліпи з різних виступів 1977 року)
- «The Song Remains the Same» (Пейдж, Плант) — 5:37

Загальна тривалість DVD: 5:20:00 годин.

## Учасники запису
- Джиммі Пейдж — художній керівник, електрична гітара, акустична гітара, терменвокс, бек-вокал, продюсер;
- Роберт Плант — вокал, губна гармоніка;
- Джон Пол Джонс — клавішні, бас-гітара, блокфлейта, мандоліна, бек-вокал;
- Джон Бонам — ударні та перкусія;
- Дік Каррузерс — продюсер, режисер, художній керівник;
- Кевін Ширлі — звукоінженер.

## Позиції у чартах
| Рік  | Країна          | Чарт                               | Позиція |
| ---- | --------------- | ---------------------------------- | ------- |
| 2003 | США             | Billboard Найкращі музичні відео   | 1       |
| 2003 | Велика Британія | 10 найкращих музичних DVD та відео | 1       |
| 2003 | Австралія       | ARIA 40 найкращих DVD              | 1       |

## Обкладинка
Західна та Східна Рукавички сфотографовані з центру туристів у Племінному парку навахо, розташованого у Долині Монументів, штат Аризона.

## Додаткові відомості
Лінійна імпульсно-кодова модуляція стерео, Dolby Digital 5.1 оточуючий звук, Digital Theater System 5.1 оточуючий звук.

Меню та додатки: Digital 2.0 стерео.
Позначення у каталогах: Atlantic R2-970198 (США), Atlantic 0349701982 (Велика Британія).

## Зовнішні посилання
- The Garden Tapes [Архівовано 8 вересня 2008 у Wayback Machine.] — аналіз оригінальних треків Led Zeppelin DVD.